# Exotische Atome
Als exotische Atome werden atomähnliche gebundene Teilchen bezeichnet, bei denen wenigstens eines der beteiligten Teilchen kein gewöhnlicher Atom-Bestandteil ist, also kein Proton, Neutron oder Elektron.

## Typen
Die wichtigsten exotischen Atome sind:
- Ersatz eines Hüllen-Elektrons {\displaystyle e\!\,} durch ein negativ geladenes Teilchen:
  - Myonische Atome mit einem Myon {\displaystyle \mu ^{-}\!\,}. Das Myon befindet sich wegen seiner hohen Masse sehr nahe am Atomkern. Spektroskopie von myonischen Atomen ermöglicht daher Untersuchungen der Kernstruktur.
  - Pionische und kaonische Atome mit einem Pion {\displaystyle \pi ^{-}} oder Kaon {\displaystyle K^{-}} (beides Mesonen). Simpelstes Beispiel ist mesonischer Wasserstoff aus einem Proton und einem Pion oder Kaon. Pion und Kaon befinden sich aufgrund ihrer noch größeren Masse noch näher am Atomkern als das Myon der myonischen Atome. Anders als Elektronen wechselwirken Pionen und Kaonen, da sie Mesonen sind, nicht nur über die elektromagnetische, sondern auch über die anziehende oder abstoßende starke Wechselwirkung mit den Nukleonen des Atomkerns. So lassen sich an pionischen und kaonischen Atomen Parameter dieser Wechselwirkung messen.
  - Protonium, auch Nukleonium aus einem Proton und einem Antiproton {\displaystyle p^{-}\!\,}. Protonium weist einen extrem kleinen Radius auf und wurde bereits experimentell nachgewiesen. Auch andere leichte Atome (Helium, Lithium) mit einem Antiproton anstelle eines Elektrons („antiprotonisch“) sind prinzipiell möglich.
- Ersatz eines Protons {\displaystyle p\!\,} oder Neutrons {\displaystyle n\!\,} im Atomkern durch ein anderes Teilchen:
  - Positronium und Myonium: an die Stelle des Atomkerns tritt ein Positron {\displaystyle e^{+}\!\,} beziehungsweise ein Antimyon {\displaystyle \mu ^{+}\!\,}. Positronium und Myonium bestehen ausschließlich aus Leptonen. Weil diese nach heutigem Kenntnisstand strukturlos, also gewissermaßen „punktförmig“ sind, eignen sich Positronium und Myonium besonders zur hochgenauen Untersuchung der elektromagnetischen Wechselwirkung und zur Messung fundamentaler Naturkonstanten.
  - Atome mit Hyperkernen: im Atomkern befinden sich ein oder mehrere Hyperonen.
- Ersatz von Teilchen sowohl in der Hülle als auch im Kern:
  - Antimaterie, in der jeder Atom-Bestandteil durch sein entgegengesetzt geladenes Antiteilchen ersetzt ist. Ein Beispiel ist Antiwasserstoff, bestehend aus einem Antiproton im Kern und einem Positron in der Hülle.
  - Myonische, pionische, kaonische und protonische Antimaterie: Antimaterie, bei der zusätzlich ein Hüllen-Positron durch ein positiv geladenes Anti-Myon {\displaystyle \mu ^{+}\!\,}, -Pion {\displaystyle \pi ^{+}\!\,}, -Kaon {\displaystyle K^{+}\!\,} oder durch ein Proton ersetzt ist.
  - Atome aus zwei Mesonen, insbesondere aus zwei Pionen oder einem Pion und einem Kaon

## Eigenschaften
Bis auf die Antiatome wie beispielsweise das Antiwasserstoff-Atom sind alle genannten exotischen Atome instabil und kurzlebig. Auch Antiatome sind nur stabil, solange sie nicht in Kontakt mit gewöhnlicher Materie kommen, da sie sonst zerstrahlen (Annihilation).

## Vorkommen
In der Natur kommen Positronium, Myonium und myonische Atome als Folgeprodukte der Höhenstrahlung in sehr geringen Mengen vor, ebenso wie pionische oder kaonische Atome, die jedoch noch viel kürzer leben. Auf der Erde können die exotischen Atome, auch Antiwasserstoff-Atome, mittels Teilchenbeschleunigern genügend hoher Strahlenergie erzeugt werden.

## Erforschung
Die Untersuchung von Antiwasserstoff-Atomen im europäischen Forschungszentrum  CERN soll einen präzisen Test der Symmetrie von Materie und Antimaterie vorbereiten. Geplant sind solche Experimente mit höherer Genauigkeit beim GSI Helmholtzzentrum für Schwerionenforschung in Darmstadt.